# Ein Adam kommt selten allein
Ein Adam kommt selten allein (Originaltitel: Splitting Adam) ist eine US-amerikanisch-kanadische Fernseh-Komödie des Fernsehsenders Nickelodeon aus dem Jahr 2015.

## Handlung
Der Teenager Adam Baker ist gestresst, da er neben der Schule verschiedene Jobs wie Hundesitting, Rasen mähen und Zeitungen austragen zu erledigen hat. Außerdem arbeitet er im Freizeitpark Splash N’ Crash. In diesem arbeiten auch Lori, in die Adam heimlich verliebt ist, und Vance, der beliebteste Rettungsschwimmer des Parks, der Adam ständig schikaniert und vor Lori schlecht dastehen lässt.
Als Adams Eltern in den Urlaub fahren, kommt sein Onkel Mitch ins Haus, um auf ihn und seine Schwester aufzupassen. Mitch nennt sich selbst Magic Mitch und tritt als Zauberer auf, allerdings recht erfolglos. Auf einem Kuriositätenmarkt hat Mitch eine alte Sonnenbank erstanden, die er im Keller der Bakers unterstellt. Adam gerät eines Abends in die vermeintliche Sonnenbank. Er kann sich befreien, als er jedoch am nächsten Morgen aufwacht, findet er einen Doppelgänger von sich vor, den die Maschine geklont hat. Dieser übernimmt fortan einige Aufgaben Adams. Kurz darauf klont sich „Adam 2“ selbst, was jedoch etwas misslingt, da „Winston“, der Klon vom Klon, etwas zurückgeblieben erscheint. Adam erschafft noch zwei weitere Klone, einen, der die ganze Zeit Partys feiert, und ein sensibles Abbild seiner selbst. Diese sollen es vor allem schaffen, Loris Aufmerksamkeit auf Adam zu lenken. Damit das klappt, schafft Adam noch den Klon Adam „Perfekt“, dem es gelingt, Vance als Rettungsschwimmer abzulösen.
Da das Splash N’ Crash kurz vor dem Bankrott steht, setzen Lori und der Direktor des Parks alles auf eine Benefizveranstaltung, um die Anlage zu retten. Bei dieser sollte eigentlich Vances Rockband auftreten, stattdessen gelingt es den Adams, Magic Mitch einen erfolgreichen Auftritt zu verschaffen und genügend Spenden für den Park zu sammeln.
Währenddessen erfahren Adam und seine Freunde, dass die Klone binnen einer bestimmten Frist wieder in die Maschine zurück und dadurch vernichtet werden müssen, da Adam selbst sich sonst auflösen würde. „Perfekt“ hat jedoch inzwischen ein Eigenleben entwickelt und die Maschine sabotiert, da er anstelle des echten Adam mit Lori zusammen sein will. Gemeinsam mit seinen Freunden, den anderen Klonen und Lori gelingt es Adam, die Maschine wieder in Gang zu setzen und die Klone rechtzeitig zurückzuführen, außerdem kann er endlich Loris Herz für sich gewinnen.

## Hintergrund
Das Budget des Films betrug etwa 5 Millionen US-Dollar. Die Fernsehpremiere des Films fand in den Vereinigten Staaten am 16. Februar 2015 statt. Die deutsche Erstausstrahlung erfolgte am 23. Mai 2015.
Die Hauptdarsteller Jack Griffo, Jace Norman und Isabela Moner spielen ebenfalls Hauptrollen in verschiedenen Nickelodeon-Serien: Griffo spielt Max Thunderman in Die Thundermans, Norman verkörpert Henry Hart in Henry Danger, Moner spielt CJ Martin in der Serie 100 Dinge bis zur Highschool.

### Synchronisation
Die deutsche Fassung entstand bei der EuroSync GmbH unter der Dialogregie von Mario von Jascheroff und dem Dialogbuch von Manja Condrus
| Rolle           | Schauspiel         | Synchronisation      |
| --------------- | ------------------ | -------------------- |
| Adam Baker      | Jace Norman        | Nicolas Rathod       |
| Vance Hansum    | Jack Griffo        | Patrick Baehr        |
| Mr. Mattis      | Chris Gauthier     | Hans Hohlbein        |
| Lori Collins    | Isabela Moner      | Celina Gaschina      |
| Magic Mitch     | Tony Cavalero      | Fabian Oscar Wien    |
| Mrs. Baker      | Caroline Cave      | Victoria Sturm       |
| Danny           | Seth Isaac Johnson | Elia Francolino      |
| Gillian Baker   | Tate Chapman       | Nina Schatton        |
| Sheldon         | Amarr M. Wooten    | David Kunze          |
| Professor Lloyd | Russell Roberts    | Helmut Gauß          |
| Mr. Galatti     | Jason Schombing    | Mario von Jascheroff |
| alte Frau       | Maxine Miller      | Eva-Maria Werth      |

## Rezeption
Die US-amerikanische Non-Profit-Organisation Common Sense Media, die Filme vor allem nach kindgerechten und erzieherischen Aspekten bewertet, vergab an Ein Adam kommt selten allein zwei von fünf Sternen und weist darauf hin, dass im Film stellenweise etwas derbere Ausdrücke und ordinärer Humor vorkommen. Common Sense Media macht dafür das „spürbare Fehlen des Einflusses verantwortungsvoller Erwachsener“ verantwortlich.